# Ole Olson
Ole H. Olson (* 19. September 1872 in Mondovi, Wisconsin; † 29. Januar 1954 in New Rockford, North Dakota) war ein US-amerikanischer Politiker und von 1934 bis 1935 der 18. Gouverneur des Bundesstaates North Dakota.

## Frühe Jahre und politischer Aufstieg
Ole Olson besuchte das Concordia College in Moorhead (Minnesota). Im Jahr 1892 zog er in das Eddy County in North Dakota. Dort bewirtschaftete er eine gutgehende Farm. Olsons politischer Aufstieg begann im Jahr 1916 mit seiner Wahl in das Repräsentantenhaus von North Dakota. Dort verblieb er bis 1919. Zwischen 1919 und 1931 war er Mitglied des Staatssenats. Bei den Wahlen des Jahres 1932 wurde er zum Vizegouverneur von North Dakota gewählt.

## Gouverneur von North Dakota
Nachdem der amtierende Gouverneur William Langer nach einer Verurteilung wegen Betrugs abgesetzt worden war, musste Olson am 18. Juli 1934 dessen Amt übernehmen und die verbleibende Amtszeit beenden. Seine kurze Amtszeit fiel in eine Zeit der politischen und wirtschaftlichen Krise in North Dakota. Politisch litt der Staat noch immer unter dem Gegensatz zwischen progressiven und konservativen Kräften. Wirtschaftlich konnte man sich nur allmählich von den Folgen der Great Depression erholen. Es kam zu Protestmärschen, und einmal musste Gouverneur Olson sogar die Nationalgarde einsetzen, um eine Demonstration vor dem Kapitol unter Kontrolle zu halten.
Nach dem Ende seiner Amtszeit zog sich Olson aus der Politik zurück. Er wurde wieder als Farmer tätig und vertrat in mehreren Gremien die Interessen der Landwirtschaft. Ole Olson starb im Januar 1954. Er war mit Julia Ramberget verheiratet, mit der er zehn Kinder hatte.